# L'uomo visibile e l'uomo invisibile
L'uomo visibile e l'uomo invisibile è un saggio di esoterismo scritto dal teosofo Charles Webster Leadbeater, vescovo della Chiesa cattolica liberale, pubblicato la prima volta nel 1902 a Londra presso la Theosophical Publishing Society editrice.

## Descrizione
Basandosi sulla capacità di chiaroveggenza che l'autore afferma di possedere, il libro intende esplicitamente divulgare al grande pubblico nozioni ed esperienze sulla dimensione occulta, cioè nascosta, degli esseri viventi, riguardanti in particolare l'anima dell'uomo, gli strati e le emanazioni della sua aura, e le sue possibilità di evoluzione.
Nel libro sono presenti anche delle raffigurazioni disegnate da pittori su indicazioni di veggenti che illustrano il modo in cui costoro hanno visto l'aura di diverse persone: essa viene generalmente rappresentata come un ovoide multi-colore che circonda l'essere umano, i cui colori appaiono più o meno brillanti e marcati a seconda del grado di evoluzione raggiunto. I colori emessi da uomini allo stato primitivo appaiono ad esempio meno definiti e più tendenti allo sporco.

## Galleria d'immagini

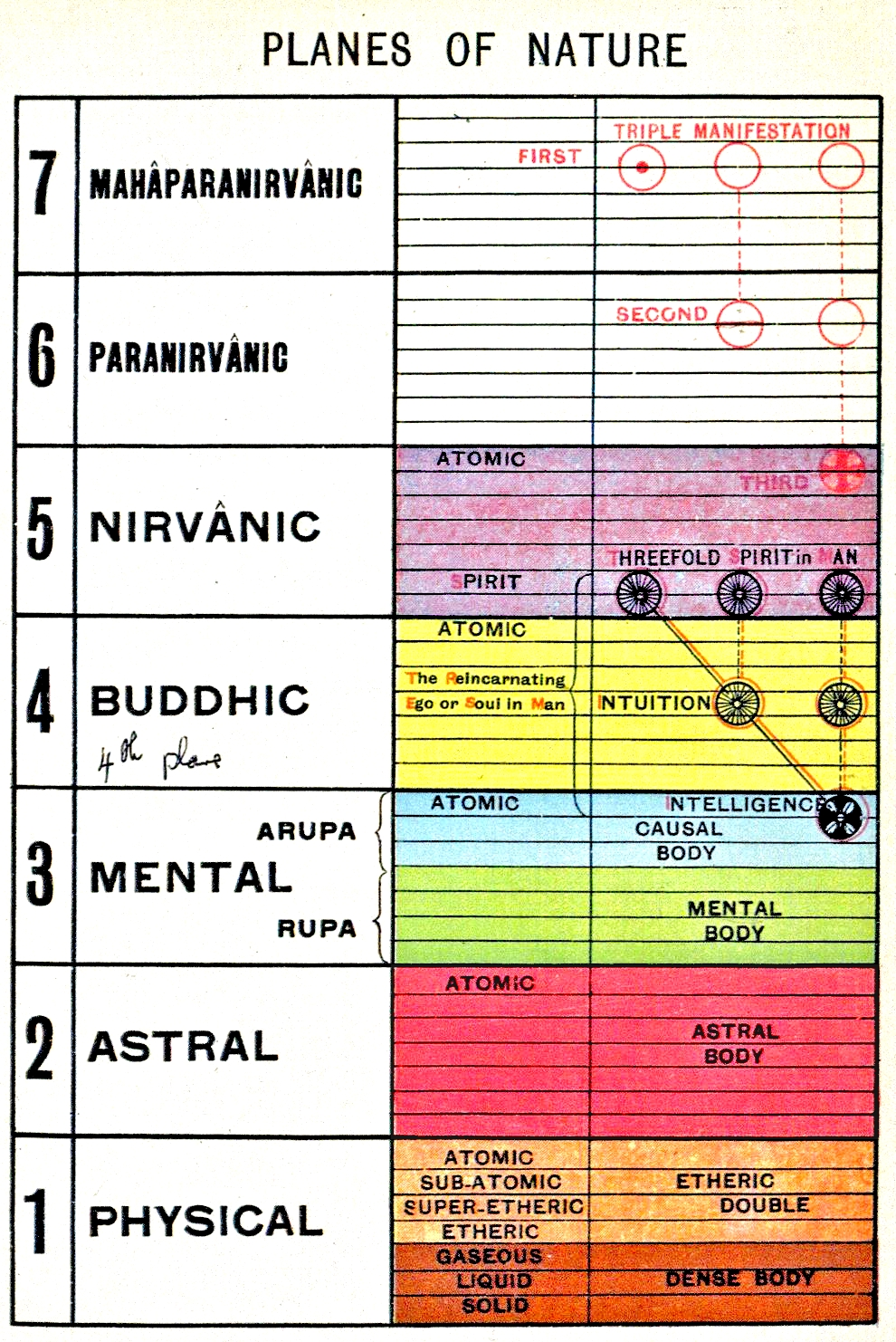
I diversi piani sottili della natura umana: fisico ed eterico (1), astrale (2), mentale e causale (3), buddhico (4), nirvanico (5), paranirvanico (6), mahaparanirvanico (7)
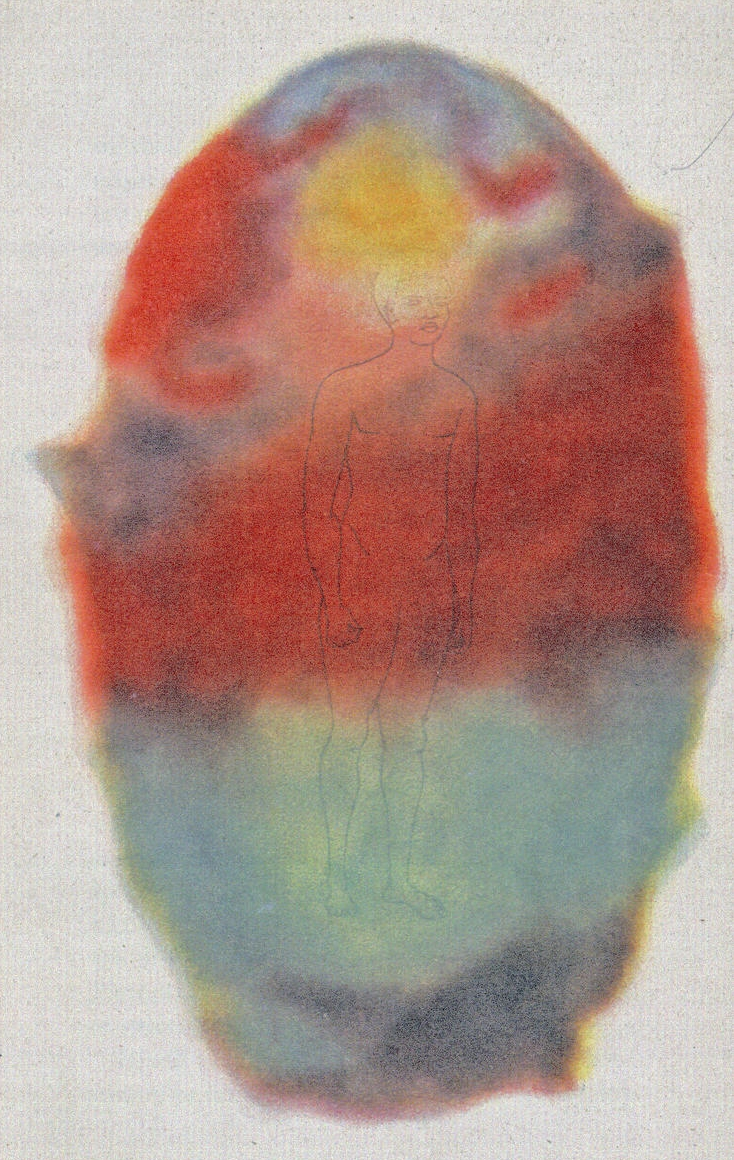
Corpo astrale di un selvaggio
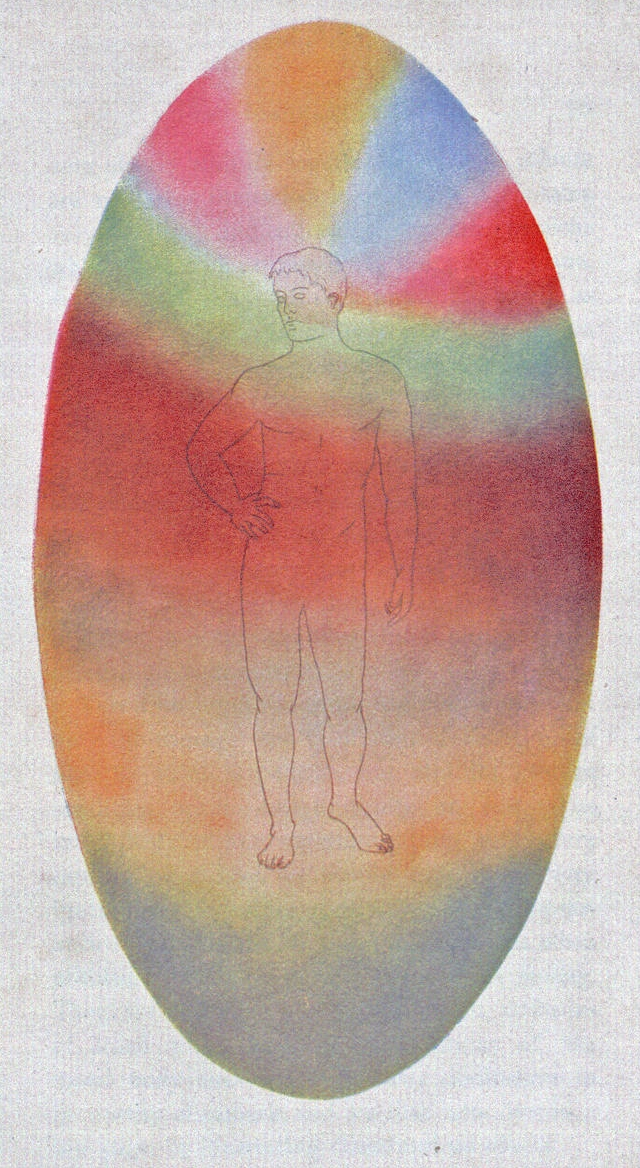
Corpo astrale di un uomo medio
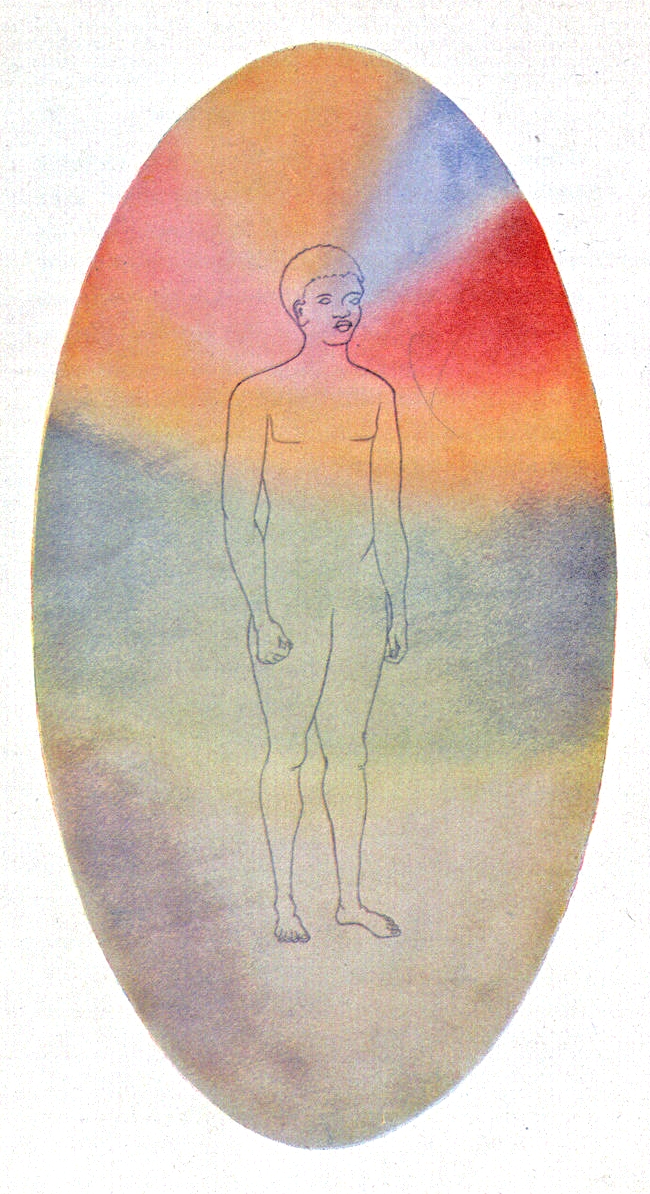
Corpo mentale di un selvaggio
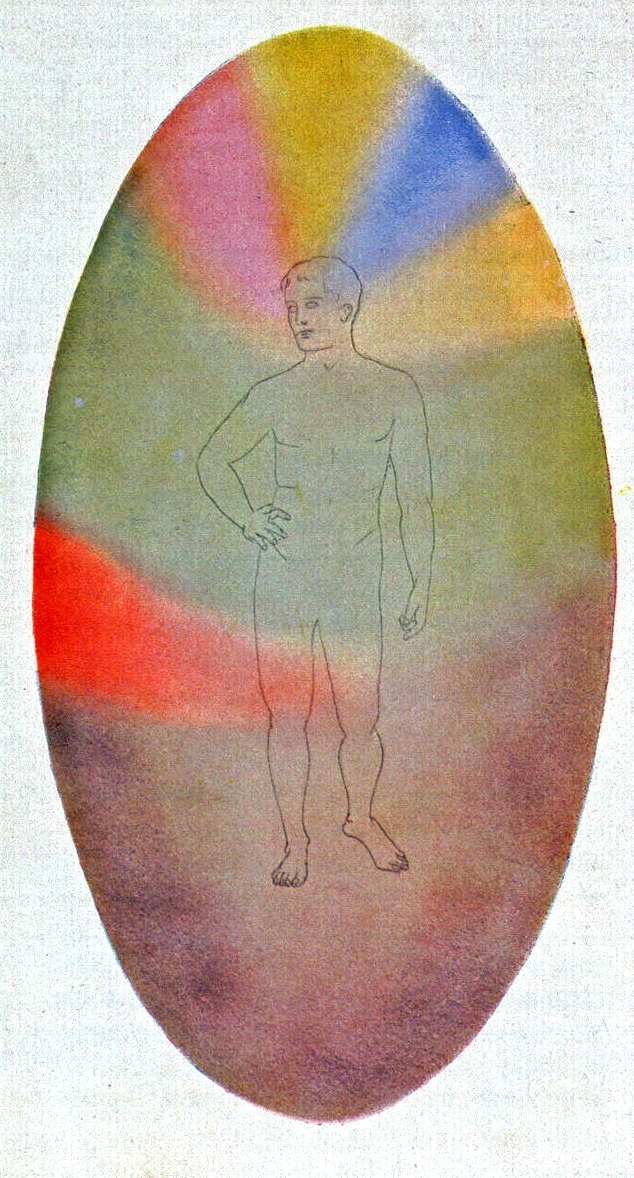
Corpo mentale di un uomo medio
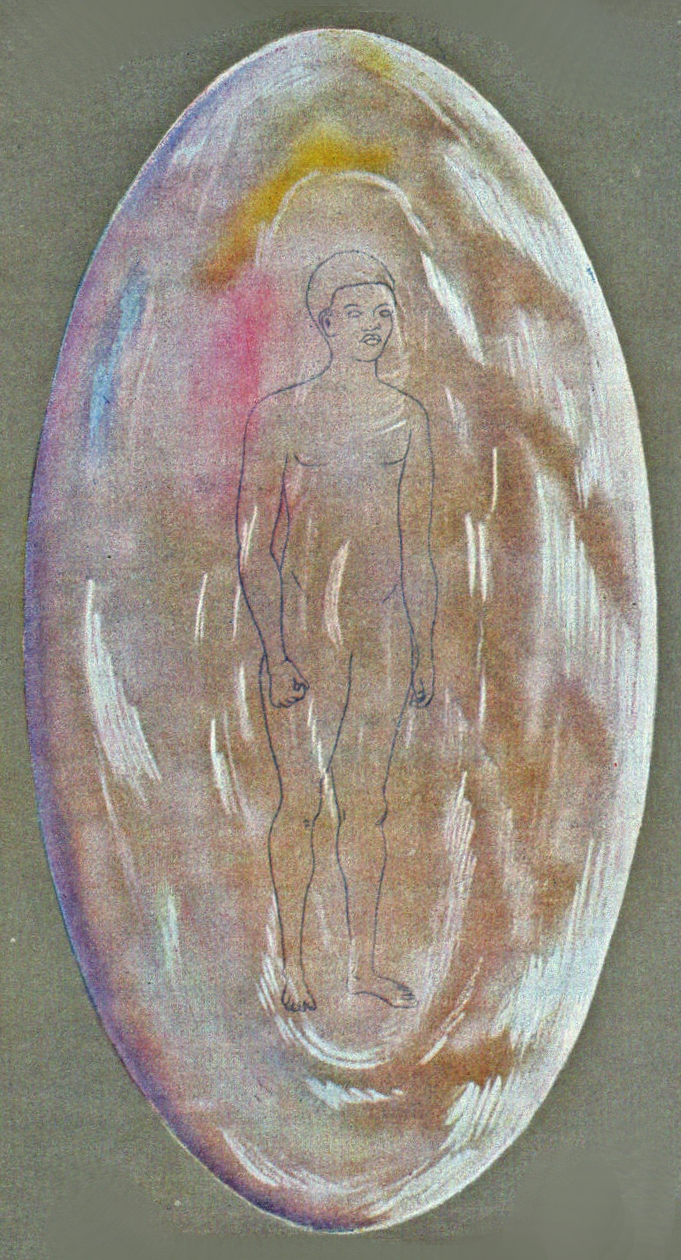
Corpo causale di un selvaggio
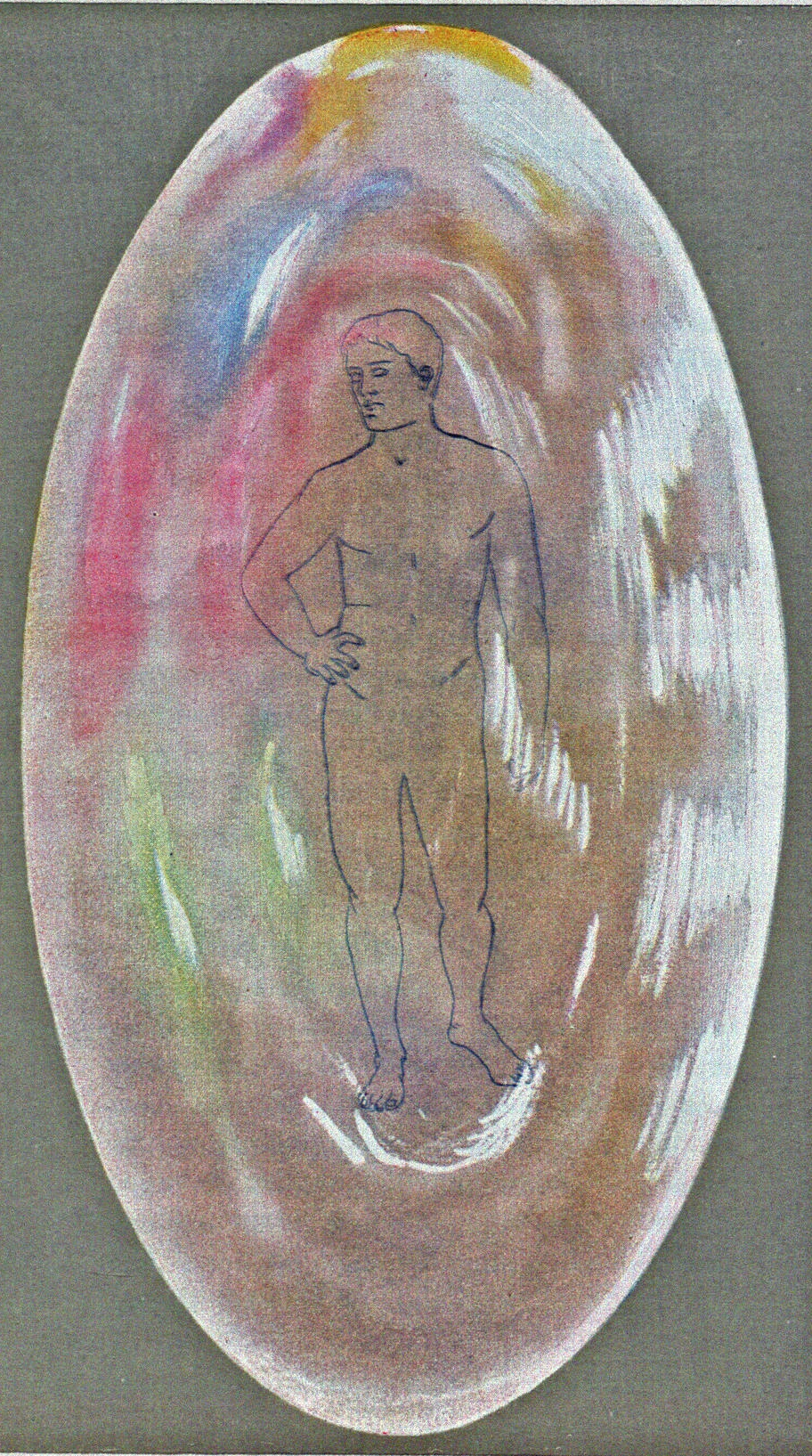
Corpo causale di un uomo medio
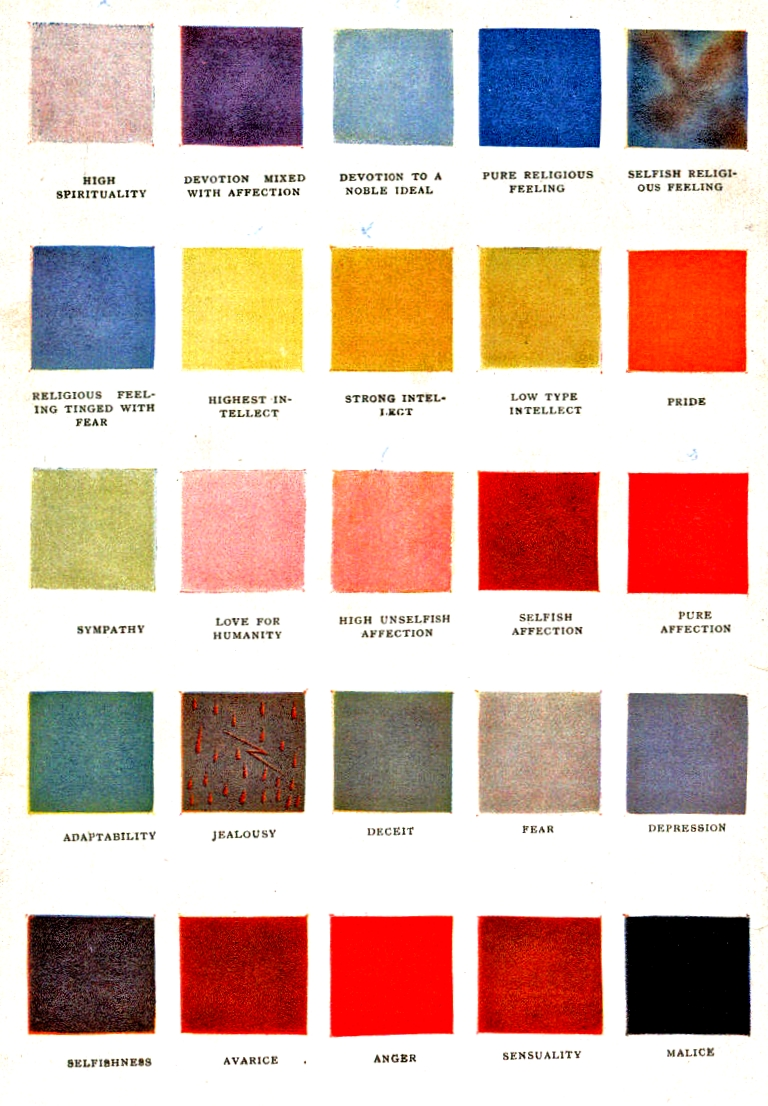
Spiegazione del significato dei colori che può assumere l'aura
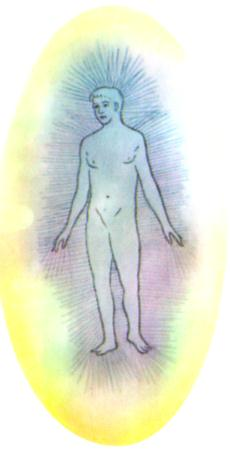
L'aura luminosa di una persona sana

## Edizioni in italiano
- Charles Webster Leadbeater, L'uomo visibile e l'uomo invisibile. Come un charoveggente vede l'anima dell'uomo. Con due diagrammi e ventiquattro tavole a colori. Prima versione italiana, Sirio, Trieste, 1959,  p. 152.

- Charles Webster Leadbeater, L'uomo visibile e l'uomo invisibile. Come un charoveggente vede l'anima dell'uomo, Società Teosofica Italiana, Trieste, 1983,  pp. 152, 2 diagrammi, 24 tavv, ASIN B00GYYD8SW.

- Charles Webster Leadbeater, L'uomo visibile e l'uomo invisibile. Come un charoveggente vede l'anima dell'uomo, traduzione di Edoardo Bratina, collana I libri della Società teosofica, Adyar, Settimo Vittone (TO), 1997,  pp. 160, 2 diagrammi, 24 tavv, ISBN 978-88-86829-21-2.

- Charles Webster Leadbeater, L'uomo visibile e l'uomo invisibile, traduzione di Mariacristina Lucano, collana I classici della spiritualità, Bis edizioni, Cesena, 2010,  pp. 152, 2 diagrammi, 24 tavv, ISBN 978-88-6228-077-8.